# Рантанен, Каарло
Каарло Вернери Рантанен (фин. Kaarlo Verneri Rantanen; 14 декабря 1988, Тампере) — финский футболист, полузащитник и нападающий.

## Биография
Воспитанник клубов «Ильвес» (Тампере), «Ориматтилан Педот» (Ориматтила) и «Рейпас» (Лахти). Во взрослом футболе дебютировал в 2007 году в клубе «Лахти», в его составе провёл три сезона, сыграв 19 матчей в высшем дивизионе Финляндии. В 2008 году вместе с «Лахти» стал бронзовым призёром чемпионата, но сыграл в том сезоне только 3 матча. Также в этот период играл на правах аренды в низших лигах за «Сити Старз» (Лахти) и «Хямеэнлинну», один матч провёл в Кубке финской лиги за «МюПа-47».
В первой половине 2010 года играл в клубе третьего дивизиона Словакии «Топвар» (Топольчаны), затем ненадолго вернулся в «Ильвес», выступавший в третьем дивизионе Финляндии. В 2011 году перешёл в эстонский клуб «Нымме Калью» (Таллин), за сезон сыграл 16 матчей и забил 2 гола в чемпионате Эстонии и стал серебряным призёром турнира. За эстонский клуб сыграл 2 матча в Лиге Европы.
Вернувшись на родину, играл за «Куусюси»/«Лахти Акатемия» в третьем дивизионе, «Ильвес» — во втором и «Рейпас» — в четвёртом дивизионах. В начале 2012 года безуспешно был на просмотре в клубе высшего дивизиона «СИК». В начале 2015 года получил тяжёлую травму, из-за которой покинул «Ильвес» и пропустил полсезона.
Вызывался в сборные Финляндии младших возрастов.

## Достижения
- Бронзовый призёр чемпионата Финляндии: 2008
- Серебряный призёр чемпионата Эстонии: 2011

## Личная жизнь
Брат Яакко (род. 1992) — также футболист, сыграл 7 матчей в высшем дивизионе Финляндии.